# Ashkal
Ashkal (arabisch أشكال, DMG Aškāl) ist ein Thriller von Youssef Chebbi, der im Mai 2022 bei den Internationalen Filmfestspielen von Cannes seine Premiere feierte.

## Handlung

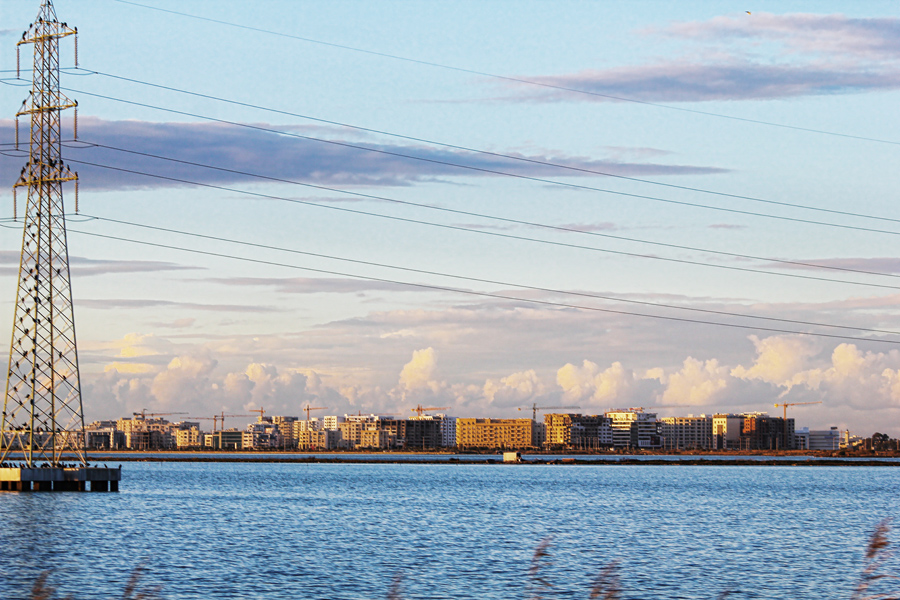
Das neue Tuniser Viertel Jardins De Carthage befindet sich im Stadtteil Les Berges du Lac

In den Jardins De Carthage, einem geplanten Nobelviertel im Norden von Tunis, wird inmitten einer Baustelle die verbrannte Leiche eines Mannes gefunden. Es handelt sich um den Hausmeister. Batal und die Polizistin Fatma leiten die Ermittlungen und befragen zunächst die Arbeiter der benachbarten Werften. Diese vermuten einen Selbstmord aus Verzweiflung, aber Batal und Fatma bezweifeln dies. Als ein paar Tage später in derselben Gegend ein Teenager aufgefunden wird, dessen Leichnam ebenfalls verbrannt ist, sehen sich die Ermittler in ihrer Vermutung bestätigt, dass es sich um politisch motivierte Verbrechen handelt.
Parallel zu den Ermittlungen untersucht die Kommission für Wahrheit und Würde die Menschenrechtsverletzungen, die unter der Diktatur der vorhergehenden Regierung begangen worden sind. In der Folge kommt es zu Gewalttaten und brutalen Abrechnungen im Polizeimilieu.

## Produktion

### Filmstab, Besetzung und Förderungen
Regie führte Youssef Chebbi, der gemeinsam mit François-Michel Allegrini auch das Drehbuch schrieb. Bei Ashkal handelt es sich um sein Langfilmdebüt. Bei Black Medusa führte er noch gemeinsam mit Ismaël Regie.
Fatma Oussaifi und Mohamed Houcine Grayaa sind in den Rollen des Ermittlerteams Fatma und Batal zu sehen.
Der Film wurde von der Commission Cinéma-Fiction mit 50 000 Euro finanziell unterstützt und erhielt weitere 12.000 Euro vom Ciclic Centre-Val de Loire.

### Marketing und Veröffentlichung
Die Premiere erfolgte am 25. Mai 2022 bei den Internationalen Filmfestspielen von Cannes, wo der Film in der Quinzaine des Réalisateurs gezeigt wurde. Zwei Wochen zuvor wurde der erste Trailer vorgestellt. Im September 2022 wurde er beim Toronto International Film Festival gezeigt und Anfang Oktober 2022 beim Beyond Fest erstmals in den USA. Ebenfalls Anfang Oktober 2022 wurde er beim London Film Festival und beim Festival International du Film Francophone de Namur vorgestellt und hiernach beim Internationalen Filmfestival Warschau und beim Tokyo International Film Festival. Im November 2022 wurde er beim Festival de Cine Europeo de Sevilla und beim Internationalen Filmfestival Mannheim-Heidelberg gezeigt, im Dezember 2022 beim Red Sea International Film Festival. Anfang April 2023 erfolgten Vorstellungen im Rahmen der Reihe New Directors / New Films, einem gemeinsamen Filmfestival des New Yorker Museum of Modern Art und der Film Society of Lincoln Center.

## Rezeption

### Auszeichnungen
FESPACO 2023
- Auszeichnung mit dem Étalon de Yennenga[14]

Festival international du cinéma méditerranéen de Montpellier 2022
- Auszeichnung mit der Goldenen Antigone (Youssef Chebbi)
- Auszeichnung mit dem Critics’ Award (Youssef Chebbi)
- Auszeichnung mit dem Jam Best Music Award (Thomas Kuratli)[15]

Festival de Cine Europeo de Sevilla 2022
- Nominierung in der Sektion The New Waves[16]

Festival International du Film Francophone de Namur 2022
- Nominierung im Wettbewerb
- Lobende Erwähnung im Erstlingsfilmwettbewerb[10][17][18][19]

Internationales Filmfestival Mannheim-Heidelberg 2022
- Nominierung im Wettbewerb „On the Rise“
- Auszeichnung für das Beste Drehbuch (Youssef Chebbi und François-Michel Allegrini)[20]

Internationales Filmfestival Warschau 2022
- Nominierung im Special Screenings: Creme de la creme Competition[21]

Neuchâtel International Fantastic Film Festival 2022
- Nominierung für die «Narcisse»
- Auszeichnung mit dem International Critics Award[22]

Tokyo International Film Festival 2022
- Nominierung im Hauptwettbewerb[23]

### Kritik
Die Redakteure des Internationalen Filmfestival Mannheim-Heidelberg loben Askal als eine „aktuelle Geschichte unerfüllter politischer Hoffnung als atmosphärisch vibrierender und betörend schöner Film-Noir“.